# 岩合徳光
岩合 徳光（いわごう とくみつ、1915年12月18日 - 2007年2月12日）は、日本の写真家。写真家の岩合光昭は息子。

## 人物
北海道釧路市生まれ。日本大学経済学部中退。戦中、戦後は満州（中国東北部）の大連日日新聞の写真部員として働く。帰国後、毎日新聞社などを経て、1961年フリーに。主に動物写真を専門に撮影し、その分野の草分け的存在である。2007年2月、低酸素脳症のため、東京都新宿区で死去。91歳没。

## 著書
- カメラ動物記
- 交尾 岩合徳光動物写真集
- 錦鯉
- ライオン
- 錦鯉百科
- 野生ゾウの世界
- 野性の詩 岩合徳光傑作写真集
- カメラ・サハリ カメラが覗いた野生動物の世界
- 滅びゆく日本の野性―岩合徳光動物写真集
- 野生 世界の動物写真集
- 北極 Nature and life in the arctic
- クジラ・イルカ・アザラシ
- 長江 岩合徳光写真集
- 丹頂鶴 中国・日本のタンチョウ
- 滅びゆく日本の野生 北
- 滅びゆく日本の野生 南の国
- 動物写真の技法 動物園からサバンナまで
- 動物カメラマン 動物写真の昭和
- 命 日本の野生
- どうぶつ くらしとかいかた

## 論文
- 国立情報学研究所収録論文 国立情報学研究所